# Аркејдија (Индијана)
Аркејдија (енгл. Arcadia) град је у америчкој савезној држави Индијана.

## Демографија
По попису из 2010. године број становника је 1.666, што је 81 (-4,6%) становника мање него 2000. године.
| Група             | 2000.         | 2010.         |
| Белци             | 1.677 (96,0%) | 1.623 (97,4%) |
| Афроамериканци    | 16 (0,9%)     | 7 (0,4%)      |
| Азијати           | 4 (0,2%)      | 4 (0,2%)      |
| Хиспаноамериканци | 19 (1,1%)     | 14 (0,8%)     |
| Укупно            | 1.747         | 1.666         |